# Andrés Courreges
Pour les articles homonymes, voir Courrèges.
Pas d'image ? Cliquez ici

a Compétitions nationales et continentales officielles uniquement.

b Matchs officiels uniquement.
Dernière mise à jour le 22 septembre 2022.
Andrés Courreges, est un joueur de rugby à XV international argentin, évoluant au poste de talonneur.

## Biographie
Andrés Courreges connaît quinze sélections internationales en équipe d'Argentine, il fait ses débuts le 4 octobre 1979 contre l'équipe d'Uruguay lors de la victoire des Pumas 19 à 16 à Santiago au Chili. Sa dernière apparition sous le maillot argentin a lieu le 25 juin 1988 contre l'équipe de France pour une victoire 18 à 6 à Buenos Aires. Lors de ses quinze apparitions avec les Pumas, il a notamment affronté quatre fois l'Australie et trois fois la France.
En club, il joue en France pendant plusieurs saisons, du côté du FC Grenoble, du FC Auch et de l'ES Gimont.

## Statistiques en équipe nationale
- 15 sélections
- 16 points (4 essais)
- Nombre de sélections par année : 3 en 1979, 5 en 1982, 3 en 1983, 3 en 1987, 1 en 1988